# Nyctemera everetti
Nyctemera everetti là một loài bướm đêm thuộc phân họ Arctiinae, họ Erebidae.